# 세인트존스 엣지
세인트존스 엣지(St. John's Edge)는 뉴펀들랜드 래브라도주 세인트존스를 연고지로 하는 NBL 캐나다 센트럴 디비전 소속 프로 농구 팀이다.

## 역대 홈경기장
| 세인트존스 엣지 |             |                                  |      |
| 경기장          | 사용기간    | 장소                             | 비고 |
| 마일 원 센터    | 2017년~현재 | 뉴펀들랜드 래브라도주 세인트존스 | 빈칸 |